# ヴァンサン・ラッテ

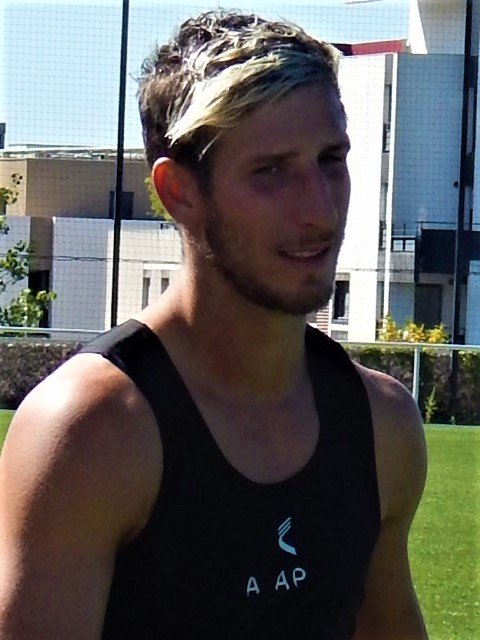

ヴァンサン・ラッテ（Vincent Rattez、1992年3月24日 - ）は、トップ14リヨンOUに所属するラグビー選手。

## プロフィール
- フランス・コロンブ出身。
- ポジションはウィング(WTB)。
- 身長 181cm、体重 77kg
- フランス代表キャップは8（2021年1月現在）でラグビーワールドカップ2019のフランス代表に選ばれた[1]。

## 略歴
RCナルボンヌ、ラ・ロシェルを経て、2020年、モンペリエに加入。 
2023年、リヨンOUに加入。 